# Catherine Shorter

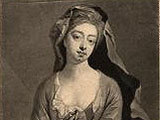
Catherine Shorter

Catherine Shorter-Walpole (ur. 1682, zm. 20 sierpnia 1737) była pierwszą żoną pierwszego premiera Wielkiej Brytanii Roberta Walpole’a. Została pochowana w Houghton Hall posiadłości Walpole’a.
Jej ojcem był bałtycki handlarz sir John Shorter (ur. 1660), a matką Elizabeth Philipps (ur. ok. 1664). Jej dziadkiem był inny John Shorter (1625-1688), lord major Londynu w roku 1687.
Cateherine znana był z ekstrawagancji. Jako dama wielkiej urody uwielbiała wizyty w operze i kosztowną biżuterię. Jej zachcianki spełniane przez Walpole’a były tematem wielu żartów w brytyjskiej stolicy. Walpole, który miał w końcu dość jej chciwości, nie był jej wierny do końca; jego kochanką została Maria Skerrett, jeszcze za życia Catherine. Po jej śmierci Walpole poślubił Marię.
Walpole i Catherine Shorter mieli sześcioro dzieci:
- Robert Walpole, 2. hrabia Orford (ur. 1701, zm. 31 marca 1751), który poślubił Margaret Rolle;
- Katherine Walpole (ur. 13 maja 1703, zm. 22 października 1722), która zmarła nie wyszedłszy za mąż;
- Horatio Walpole (ur. 1704, zm. 24 lipca 1704);
- Mary Walpole (ur. ok. 1705, zm. 2 stycznia 1732), poślubiła potem George Cholmondeley, 3. hrabiego Cholmondeley;
- Horace Walpole, 4. hrabia Orford (ur. 1717) przyszły wielki pisarz i nieudany polityk;
- Edward Walpole (ur. przed 1720, data dokładna nieznana).